# Nồi ủ

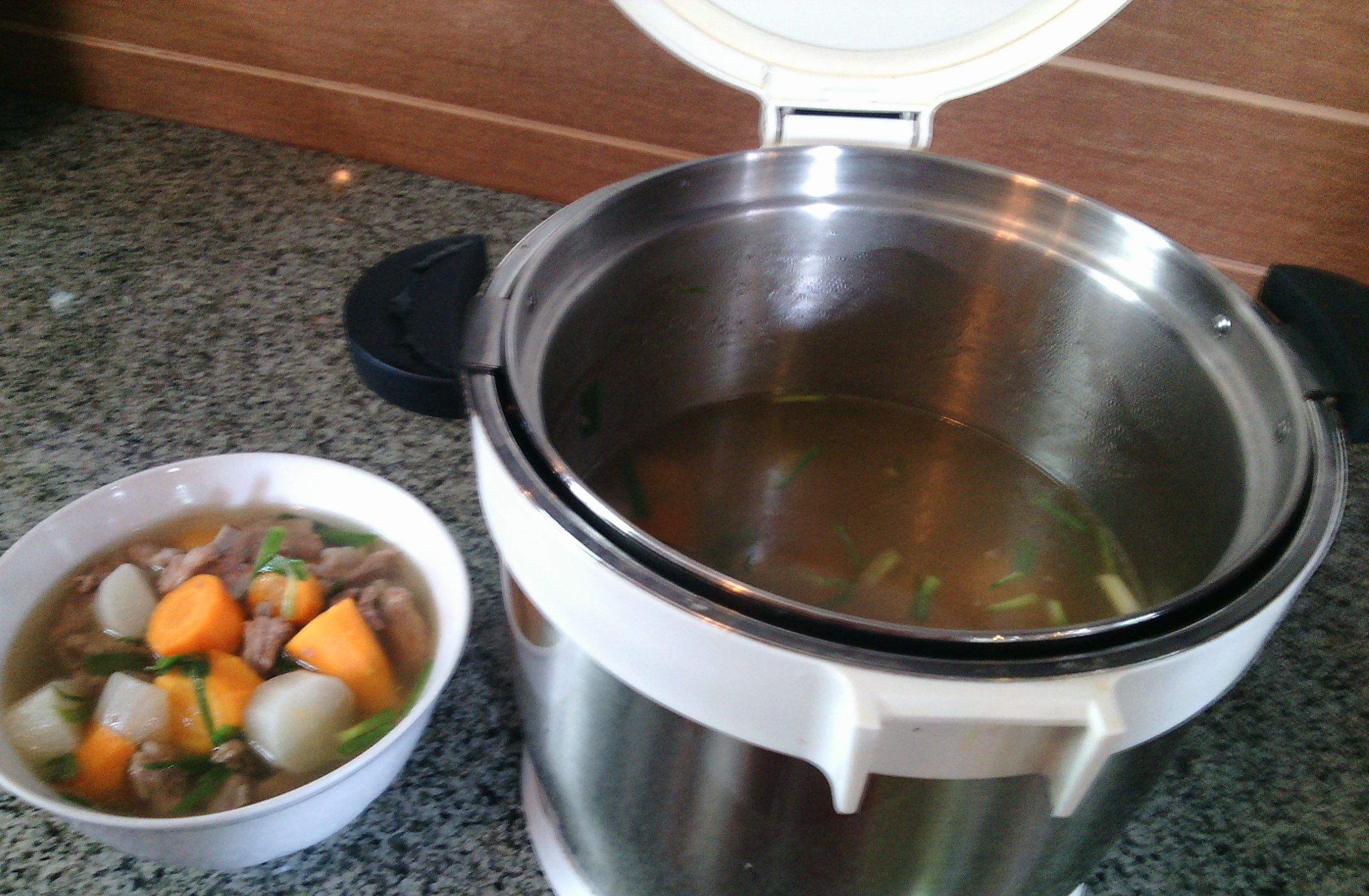
Nồi ủ chân không

Nồi ủ hay thường có tên gọi khác là nồi giữ nhiệt, nồi ủ chân không đa năng là dụng cụ nhà bếp dùng giữ nóng nồi nấu thức ăn mà không cần cung cấp nhiên liệu hay năng lượng.
Nồi ủ rất thịnh hành tại Nhật Bản, và nhiều nước châu Á khác như Hàn Quốc, Trung Quốc, Đài Loan, Singapore, Thái Lan,… Các nước nước Âu - Mỹ, sử dụng nhiều về nồi áp suất và nồi nấu chậm hơn. Tuy nhiên, hiện nay ở Úc-Âu-Mỹ cũng đã bắt đầu khá chuộng nồi ủ chân không. Bởi vấn đề tiết kiệm nhiên liệu đang được đặt lên hàng đầu. Sở dĩ, Nhật Bản được coi là nước khởi nguồn đầu tiên của nồi ủ, vì nền văn hóa Nhật rất coi trọng tính tiết kiệm thông minh, từ nhiên liệu, tiền bạc, cho đến thời gian. Đặc biệt từ sau vụ nổ nhà máy điện hạt nhân Fukushima thì nồi ủ càng được sử dụng nhiều hơn và cách tân theo các thế hệ.

## Lịch sử hình thành
Những ngày tháng đầu tiên từ thời trung cổ và bao gồm hai nồi đất nung đặt trong nhau. Kỹ thuật này liên quan đến việc đưa thức ăn lên đến nhiệt độ trên lửa như bình thường, nhưng thay vì tiếp tục nấu quá lửa, nồi nóng được đặt trong một 'tổ' phủ xung quanh là cỏ, rêu, lá khô hoặc vật liệu cách điện khác, trong một hộp hoặc lỗ trên mặt đất. Nhiệt độ trong nồi được kép dài trong một khoảng thời gian đáng kể, và các thức ăn bên trong được nấu từ từ, mà không cần giám sát. Cả thời gian và nhiên liệu đã được lưu lại theo cách này, và các thực phẩm cần nấu lâu chậm, chẳng hạn như xung hoặc thịt cứng rắn, được hưởng lợi từ kỹ thuật này. Một ví dụ của loại nồi đã được tìm thấy trong hơn một năm khai quật khảo cổ học Monmouth The Society bên trong các cửa hàng tại 69-71 Monnow Street, Monmouth. Đây có thể là bằng chứng khảo cổ đầu tiên của phương pháp "nấu ăn mà không cần lửa". Những phần còn lại của các chậu đã được tìm thấy trong The Peoples Collection Wales.
Hướng dẫn Medieval để nấu ăn mà không có lửa lấy từ một bản thảo Anglo-Norman tại Thư viện Anh 
Vào giữa những năm 1990, nồi nhiệt đã được phát triển ở châu Á. Nó bao gồm hai nồi thép không gỉ, một trong những khác. Nồi trong, được sử dụng để đưa thức ăn vào đun sôi và bên ngoài, đôi tường bao quanh với một chân không giữa các bức tường, đã được sử dụng như các c để giữ cho quá trình nấu ăn liên tục.
Để sử dụng nồi nhiệt, thức ăn được đưa vào nồi trong và đem đun sôi, ninh nhỏ lửa trong khoảng 10 phút, và sau đó được đặt trong nồi bên ngoài để tiếp tục nấu ăn. Có một số bếp nhiệt trên thị trường. Một số sử dụng vật liệu cách điện giữa các thành nồi, trong khi những người khác sử dụng công nghệ chân không. Và công nghệ chân không mới nhất đang được ứng dụng là công nghệ chân không HB3200, giúp giữ nhiệt lên đến 24 tiếng.
Đặc biệt đối với những đầu bếp nổi tiếng ở Quảng Đông - miền Nam Trung Quốc rất thích và mê nấu ăn bằng nồi ủ chân không vì các món ăn Quảng Đông thường đòi hỏi các món ninh hầm lâu hoặc đun liu riu trong khoảng thời gian từ 3 - 5 tiếng.

## Cấu tạo nồi ủ
Về cơ bản, một nồi ủ luôn đảm bảo có hai bộ phận chính là nồi nấu và lồng ủ, chỉ đơn giản nhằm mục đích giảm khả năng mất nhiệt đến mức tối thiểu. Sự khác nhau giữ các nồi giữ nhiệt đa năng này là chất liệu, và phần đáy của nồi nấu bên trong.

### Lồng ủ
- Gồm 2 lớp có nắp đậy, ở giữa là môi trường chân không. Đối với nồi ủ cao cấp, đa phần nắp và đáy được làm bằng nhựa chịu nhiệt cao, an toàn cho người sử dụng. Còn nồi ủ thông thường, lồng ủ được làm bằng chất liệu Inox 201 phủ sớn bóng hoặc, Inox 430 dễ bị nhiễm từ và bị các tác nhân môi trường bên ngoài làm hoen ố.
- Có 1 sự hiểu sai lệch mà nhiều nhà sản xuất đã mập mờ khi sử dụng trong cách dùng từ đó là nồi ủ giữ nhiệt và nồi ủ chân không. Thực ra, những nồi ủ thông thường hiện đang được bán trên thị trường là nồi giữ nhiệt chỉ đơn thuần là dùng để giữ nhiệt thức ăn và nhiệt độ giảm xuống rất nhanh chóng, thức ăn không đạt được khả năng chin mềm như nồi ủ chân không. Bởi nhờ lớp chân không cách nhiệt mà gần như nhiệt năng được giữ lại và “tự nấu” thức ăn.

## Nồi nấu
- Hiện nay trên thị trường Việt Nam, các nồi được sản xuất theo công nghệ và tiêu chuẩn Nhật được làm từ chất liệu Inox 304 an toàn với thực phẩm, đáy nồi được thiết kế như nồi bình thường hoặc có thêm 3 lớp đáy tích nhiệt.
- Còn lại, các nồi ủ nấu giữ nhiệt thông thường chủ yếu được làm từ chất liệu Inox 201, dễ dẫn đến tình trạng gỉ sét và, cực kỳ độc hại đối với sức khỏe người sử dụng khi dùng để đun nấu.
- Tùy theo thiết kế và chất liệu của từng loại nồi, mà có thể nấu trên bếp gas, bếp điện hay bếp từ.
- Nắp đậy: các nồi ủ giữ nhiệt hiện nay đang có xu hướng sử dụng kính chịu nhiệt, giúp dễ quan sát thức ăn bên trong nồi.

## Nguyên lý hoạt động

### Nguyên tắc bình thủy
- Lồng ủ được chế tạo 2 lớp hút chân không nhằm tách rời môi trường nhiệt độ trong và ngoài nồi nấu, giữ nhiệt cho quá trình ủ. Tương tự, phần nắp đậy của lồng ủ cũng được chế tạo 2 lớp hút chân không nhằm cách nhiệt cho phần trong của nồi nấu khi tiến hành ủ. Tuyệt đối không để lồng ủ, nắp ủ tiếp xúc với nguồn nhiệt.
- Phần nồi nấu cho thức ăn vào trong nồi nấu, đun sôi. Sau khi được cấp nhiệt, nên đặt ngay vào trong lồng ủ để ủ thức ăn. Lưu ý, các nhà sản xuất khuyến cáo, sau khi nhấc nồi nấu ra khỏi bếp gas hay bếp điện, tuyệt đối không được để nồi lên mặt kính, gạch men vì lúc này nhiệt độ của tấm hợp kim giữ nhiệt là rất lớn.
- Ủ là phương pháp nấu ăn dùng chính sức nóng của món ăn đã được nấu, giữ nóng trong thời gian dài. Nhờ ủ kín để kéo dài độ nóng, thức ăn sẽ tiếp tục chín nhưng nước không bị đục, các nguyên liệu sẽ mềm, chất ngọt nhưng không bị bấy nát. Vi nồi ủ được đậy kín, ủ thức ăn nóng trong môi trường chân không nên dinh dưỡng trong thực phẩm ít bị hao hụt.
- Ngoài ra phương pháp ủ giúp người nội trợ chủ động được thời gian làm bếp, có thể ủ qua đêm để hôm sau hoàn tất món ăn. Và ủ còn giúp tiết kiệm nhiên liệu, năng lượng

## Ưu và nhược điểm của nồi ủ chân không

### Ưu điểm
- Tiết kiệm nhiên liệu (vì chỉ cần nấu một thời gian ngắn trên bếp sau khi sôi) [2]
- Giữ nhiệt tốt
- Chủ động thời gian
- An toàn không sợ bị cháy nồi, cháy nhà vì sau khi đặt vào lồng ủ không cần cung cấp nhiệt.
- Không mất thời gian dài canh chừng
- Thức ăn chín theo cách của nồi nấu chậm nên giữ được hương vị và thức ăn không bị nát, thịt chin mềm đều và nước hầm trong
- Hiếm khi thực phẩm dính ở đáy nồi nên việc rửa sạch rất dễ dàng
- Tiện lợi để mang thức ăn nóng khi đi xa

### Nhược điểm
- Hoạt động hiệu quả nhất nếu lượng thực phẩm lớn hơn 2/3 dung tích nồi
- Không thích hợp với những món cần nấu ở nhiệt độ cao
- Cần nhiều thời gian